# لورين أ. سميث
لورين أ. سميث (بالإنجليزية: Loren A. Smith)‏ هو قاضي أمريكي، ولد في 22 ديسمبر 1944 في شيكاغو في الولايات المتحدة.